# World Spider Catalog

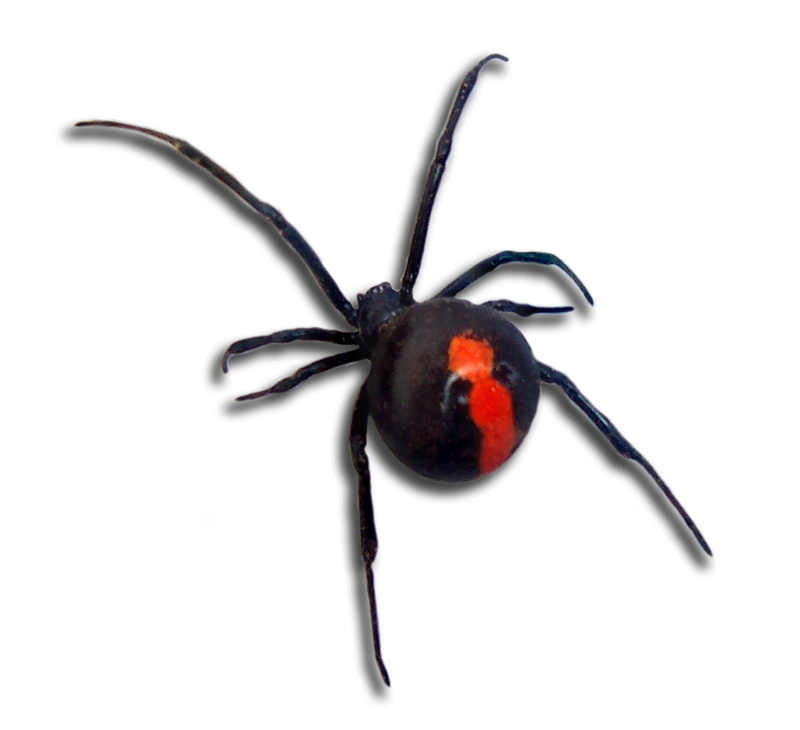
Latrodectus hasselti.

El World Spider Catalog (WSC) (en català, Catàleg mundial d'aranyes) és una base de dades que depèn del Museu Americà d'Història Natural. En aquest catàleg s'emmagatzema una llista de totes les aranyes descrites científicament amb la seva classificació taxonòmica actualitzada. Va ser creat, i és actualitzat, pel conservador del departament de zoologia d'invertebrats del museu, Norman I. Platnick. Quan l'any 2014 Platnick es va retirar el Museu d'Història Natural de Berna (Naturhistorisches Museum Bern) es va fer càrrec del catàleg, convertint-lo en una base de dades relacional. El catàleg és d'accés lliure a través d'internet.
El 7 de novenmbre de 2018 la xifra era de 47.819 espècies d'aranyes.